# Rans S-6 Coyote II
Rans S-6 – Rans S-6 Coyote II, samolot ultralekki amerykańskiej firmy Rans Inc, konstruktor Randy Schlitter.

## Historia
Właścicielem firmy i projektantem samolotów jest Randy Schlitter, który zaprojektował serię samolotów ultralekkich Rans.
W 1982 roku Schlitter zaprojektował jednomiejscowy samolot Rans S-4 Coyote, a w 1983 roku Rans S-5 Coyote, na podstawie którego zaprojektował dwumiejscowy samolot S-6 Coyote II.
Podstawowy model S-6 Coyote został zastąpiony przez następne wersje S-6ES w kwietniu 1990 roku, a w 1993 roku wprowadzono następną wersję do produkcji S-6S Super.
W latach 90. na samolocie Rans S-6 francuski pilot w przyleciał do Oshkosh z Francji przez Atlantyk, a powrócił przez Azory.
Samolot wyposażony był w dodatkowy zbiornik paliwa, który umożliwił lot bez lądowania trwający 18 godzin. Jeden z rekordów Guinnessa należy do pilota brytyjskiego i samolotu Rans. W 2002 roku Steve Slade na samolocie S-6 Coyote wykonał 102 lądowania w ciągu godziny.

## Opis konstrukcji
Konstrukcja S-6 wykonana jest ze spawanych elementów stalowanych (kabina i kokpit) oraz z przykręcanych i nitowanych elementów duraluminiowych: skrzydeł, kadłuba i ogona, wszystkie powierzchnie pokryte tkaniną z wyjątkiem nosa samolotu (gdzie znajduje się silnik), wykonanego z włókna szklanego. W kabinie znajdują się dwa miejsca obok siebie, podwójny układ sterowania, dwa drążki sterowe, orczyki, dźwignie przepustnicy silnika i pojedyncza dźwignia klap. Zbiorniki paliwa w skrzydłach, a w dodatkowej opcji zbiornik 34-litrowy umieszczony za fotelami.
Początkowo montowano silniki Rotax 503 50 KM (37 kW) oraz Rotax 582 64 KM (48 kW), a obecnie Rotax 912UL 80 KM (60 kW) lub Rotax 912ULS 100 KM (75 kW), a także silniki Sauer S 2200 UL 85 KM.
Samolot dostępny jako gotowy do lotu lub w zestawach do samodzielnej amatorskiej budowy. Fabryczny zestaw samolotu (tzw. KIT) do amatorskiej budowy składa z części i podzespołów w 51% wykonanych przez fabrykę, czas zbudowania samolotu to od 300–500 godzin w zależności od wersji samolotu i wyposażenia.
Samolot produkowany jest z kółkiem przednim lub konwencjonalnym podwoziem z kółkiem ogonowym, a także wersja wodnosamolotu z pływakami.

## Dane techniczne
Rans Coyote II, w nawiasach wersja Coyote II ES

Ogólne charakterystyki
- rozpiętość – 8,82 m (10,2 m)
- długość – 7,2 m
- wysokość – 2,05 m
- powierzchnia nośna 10,77 m² (15,41 m²)
- masy:
  - własna – 195 kg (226 kg)
  - użyteczna – 258 kg (232 kg)
  - całkowita – 453 kg (458 kg)
- obciążenie powierzchni – 49 kg/m² (71 kg/m²)
- silnik – Rotax 582 65 KM (Rotax 912 78 KM)

Osiągi:
- prędkości:
  - maksymalna – 209 km/h (209 km/h)
  - przelotowa – 170 km/h
  - minimalna – 61 km/h
  - wznoszenia – 3,8 m/s (4,5 m/s)
- pułap – 4700 m
- zasięg – 603 km (740 km)
- doskonałość – 8 (9)
- przelotowa, zużycie paliwa – 15 l/h (13 l/h)

## Wersje
- S-6 – pierwsza podstawowa wersja oblatana w 1983 roku, silnik Rotax 503 (50 KM);
- S-6ES – Rans S-6ES to ulepszona wersja z większą rozpiętością skrzydeł (10,51 m) i mocniejszym silnikiem Rotax 582 (65 KM), wprowadzona w 1990 roku;
- S-6LS – wersja sportowa (ang. Light Sport);
- S-6 Super – wprowadzona w 1993 roku.

## Galeria

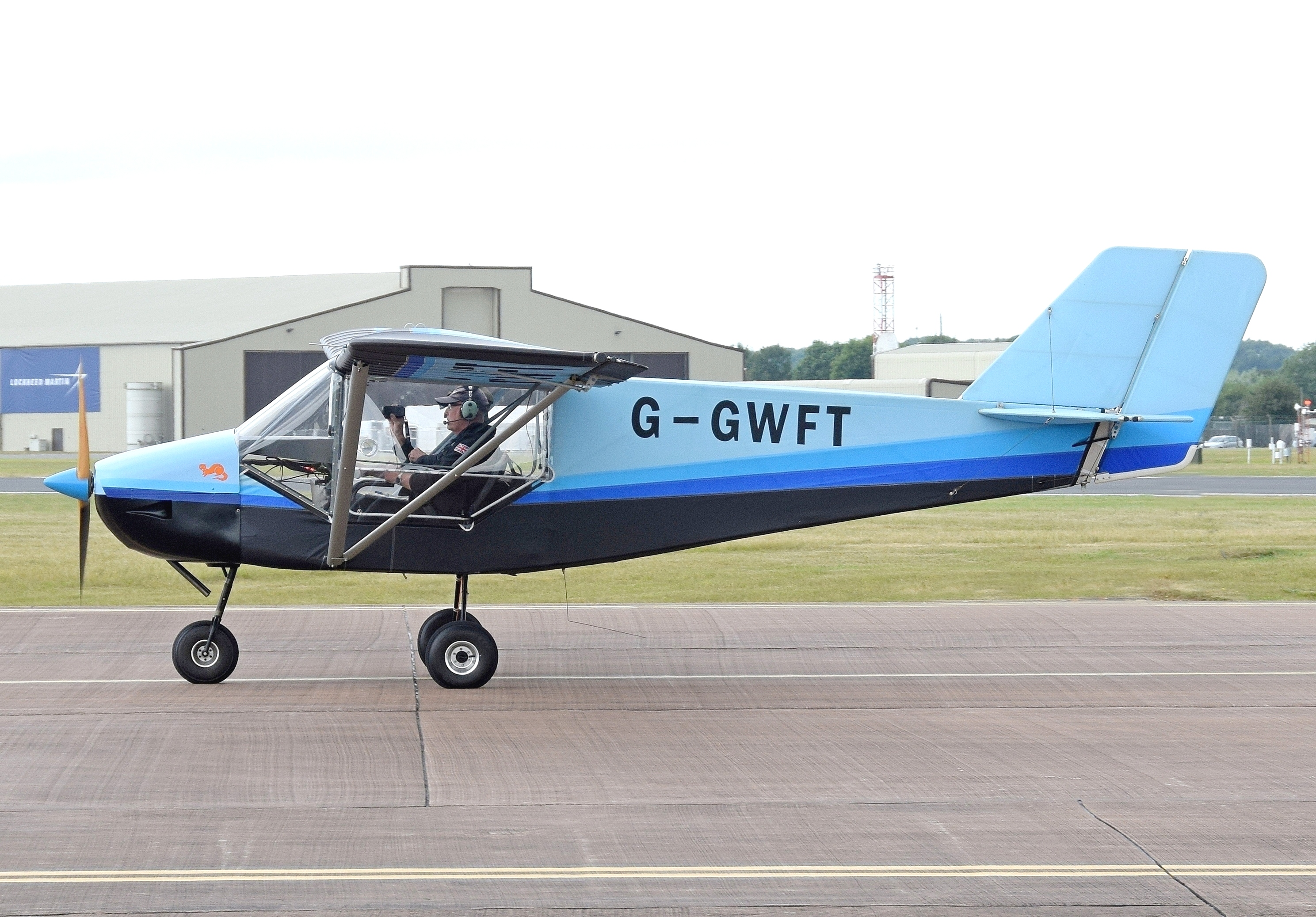
Rans S-6 Coyote II zarejestrowany w Wielkiej Brytanii
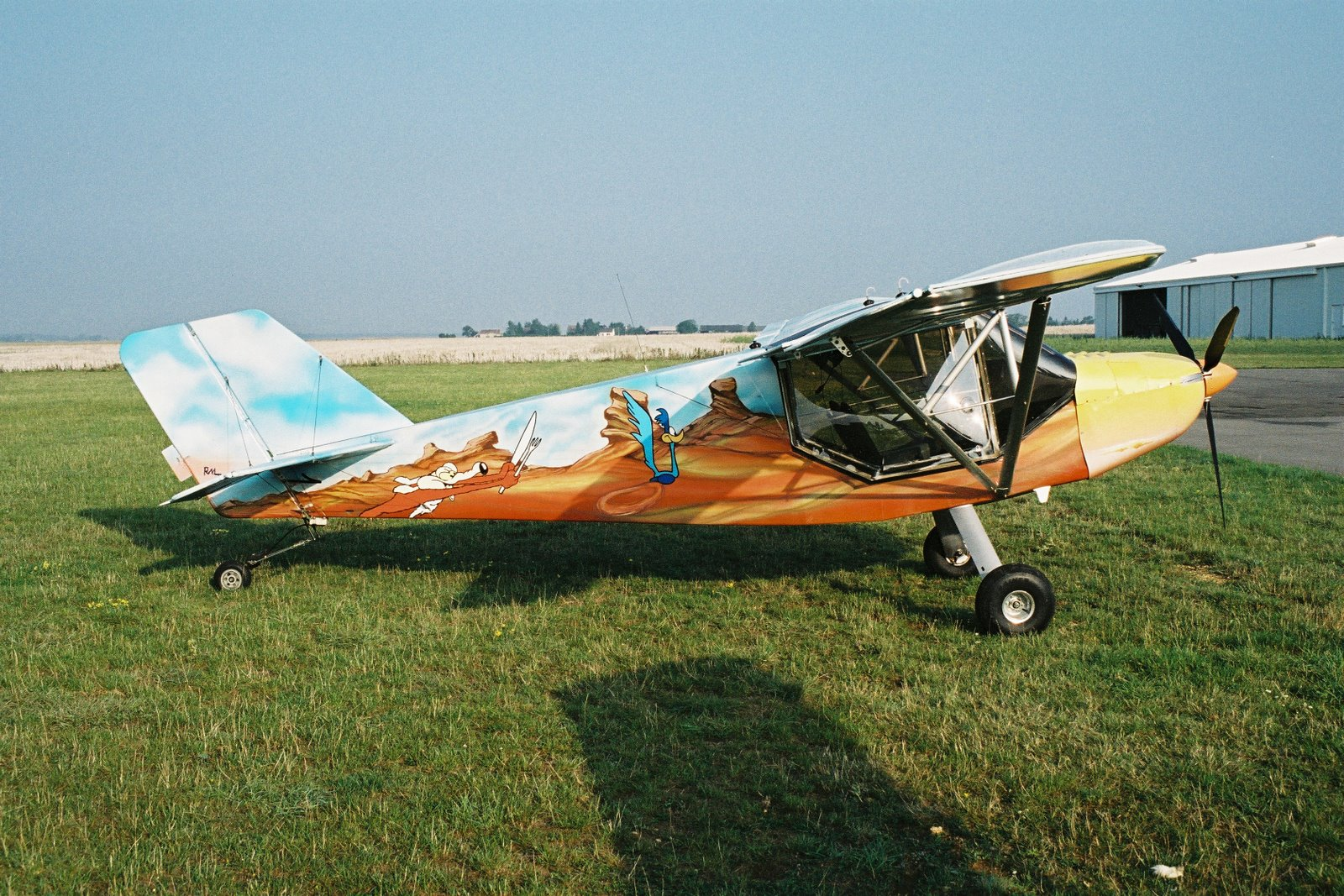
Rans Coyote II z kółkiem ogonowym
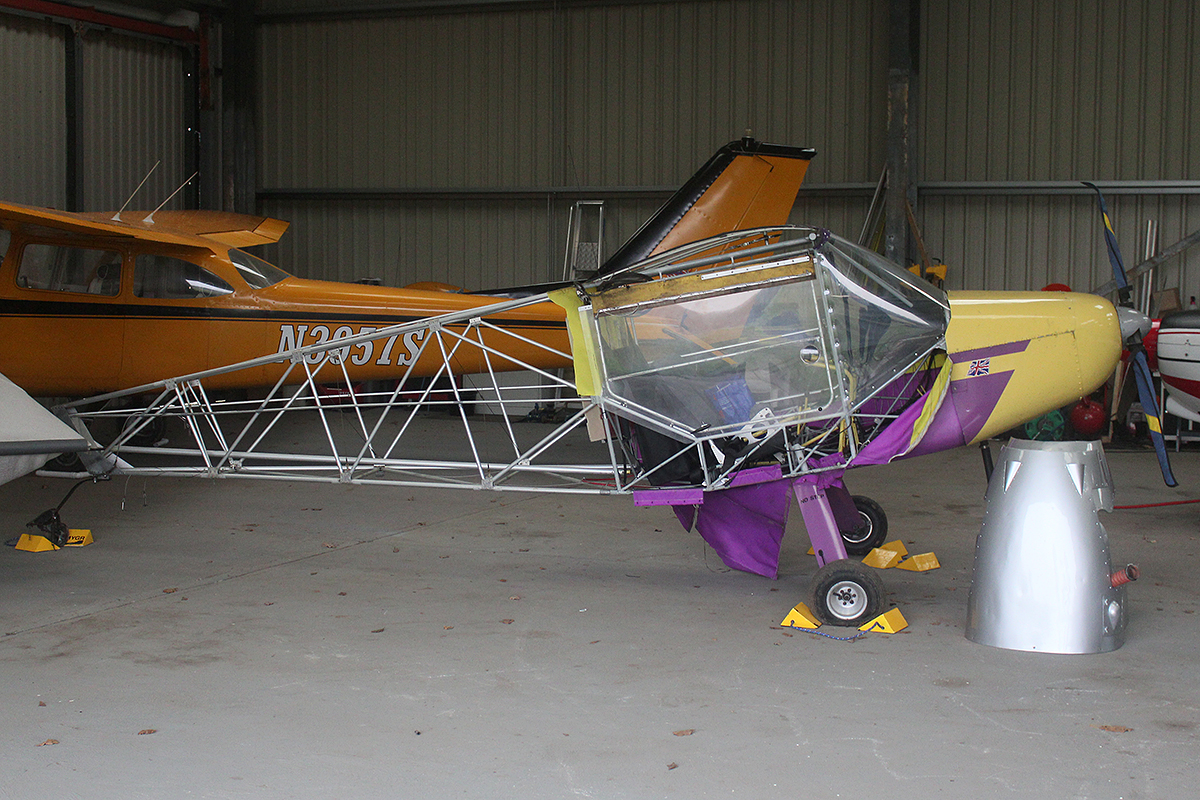
Konstrukcja kadłuba S-6 Coyote
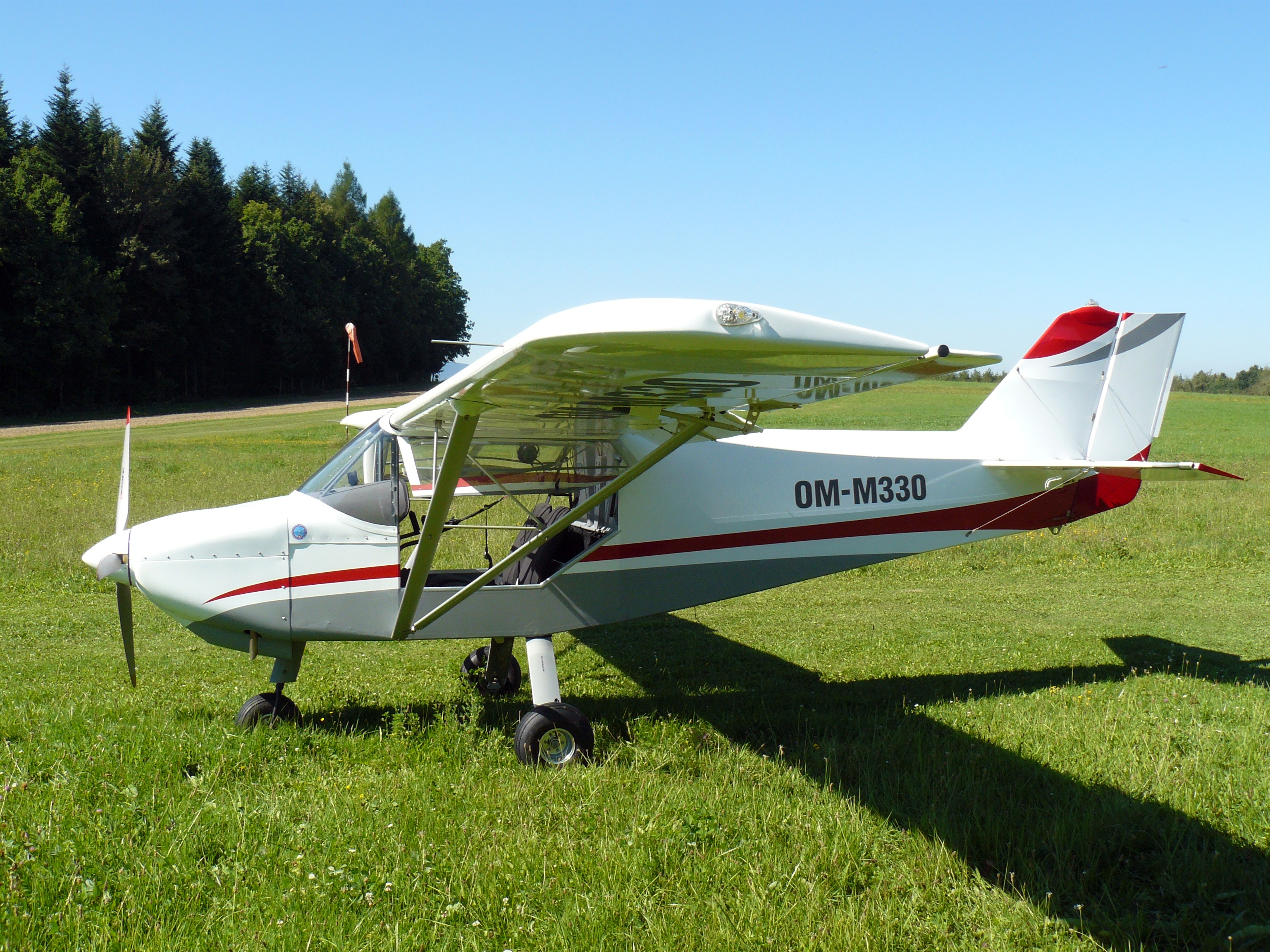
Rans Coyote II S-6 Super